# Padarno
Padarno (em latim: Paternus, Padarnus; em irlandês:  Padarn; em bretão:  Padern; século V, Gales –  490 e 511, Vannes) foi um abade-bispo cristão britânico do início do século VI que fundou a Igreja de São Padarno em Ceredigion, País de Gales. Ele parece ser o mesmo indivíduo que o primeiro bispo de Braga e São Paterno de Avranches na Normandia. Padarno construiu um mosteiro em Vannes e é considerado um dos sete santos fundadores da Bretanha. Sua vita inicial é uma das cinco vidas de santos insulares e duas de santos bretões que mencionam o Rei Artur independentemente da Historia Regum Britanniae de Godofredo de Monmouth.

## Paterno de Avranches
O Padarno britânico parece ser a mesma pessoa que São Paterno de Avranches na Normandia. Por tradição, diz-se que ele nasceu em Poitiers, tornou-se monge na Abadia de Saint-Jouin de Marnes na França e se retirou com seu colega monge, São Scubilion, para a floresta de Scissy na diocese de Coutances antes que o bispo de Coutances o tornasse padre em 512.

## Veneração
Seu dia de festa é 16 de abril. Três dias foram mantidos para homenagear Padarno na Armórica; os armoricanos celebram três solenidades dele, a saber, o dia das Calendas de novembro, quando ele formou unidade perpétua com os seis principais santos de Letia, o dia de seu obituário e o dia em que recebeu a ordem do episcopado, o décimo segundo antes das Calendas do mês de julho.